# Амслер, Самуэль
Самуэль Амслер (нем. Samuel Amsler; 1791—1849) — швейцарский гравёр XIX века.

## Биография
Самуэль Амслер родился 17 декабря 1791 года в коммуне Шинцнах-Дорф, в Швейцарии.
Его первыми учителями в гравировальном искусстве были Георг Кристоф Оберкоглер и позже Иоганн Липс (1758—1817) в Цюрихе, а затем уже с 1814 году Карл Эрнст Хесс в Мюнхене.
Первой крупной работой Амслера была «Магдалина» Карла Дольче, после которой он в 1816 году отправился в Рим, где и примкнул к новогерманской школе. Во многих гравюрах со статуй Бертеля Торвальдсена ему замечательно удалось соединить простоту манер Марка Антония с благоговейным отношением к сюжету. Амслер был страстным поклонником Рафаэля и добился больших успехов в воспроизведении его работ.
Вместе с Карлом Бартом он по рисунку Петера Йозефа фон Корнелиуса приготовил заглавный лист к книге «Песнь о Нибелунгах». Во время своего второго пребывания в Риме (1820—1824) он начал свою большую работу, изображающую триумфальное шествие Александра по Торвальдсену (издано с комментариями Шорном в Мюнхене, в 1835 году).
Сделавшись в 1829 году профессором Мюнхенской академии, он в 1831 году окончил свою большую гравюру с Рафаэлевского «Положения во гроб» (находившегося в вилле Боргезе). Точность рисунка и свободная, смелая манера его резца, вполне соответствующая оригиналу, — качества, которые он выказал и в другом своем произведении, в гравюре со статуи Даннекера «Христос» — дали ему место в ряду славнейших мастеров гравирования на меди. Далее последовали (1835) «Святое Семейство» Рафаэля из мюнхенской Пинакотеки и (1836) «Madonna di casa Tempi», оттуда же. Одновременно с этим он закончил много небольших работ с произведений Каульбаха, Шванталера и Корнелиуса. Одна из значительных его работ — гравюра «Иоанна» Доменикино. Последнее его большое произведение, над которым он работал с 1840 по 1847 год, была копия с картины Иоганна Фридриха Овербека «Торжество веры в искусстве» (во Франкфурте, в Институте Штеделя).
Энциклопедия Брокгауза и Ефрона отмечала, что

как художник, он больше стремился к достижению чистоты и благородства формы, чем к передаче эффектов красок и тона. Характер его резца отличается строгостью и простотой и хотя не свободен от некоторой жесткости, однако, напоминает часто Дюрера, на котором Амслер старался воспитать себя.

Амслер скончался 18 мая 1849 года в городе Мюнхене.